# Герб Львова
Герб Львова (укр. Герб Львова) — символ города Львов Львовской области Украины. Герб города всегда был и является по сей день гласным.

## Современный герб Львова
5 июля 1990 года сессия Львовского городского совета утвердила современный герб. Геральдическое его описание (блазон) гласит:
В лазуревом поле золотые с чёрной кладкой замковые врата о трёх башнях, из которых средняя выше боковых; каждая из башен о трёх зубцах и с чёрною бойницею; в вратах золотой леопардовый лев; (далее большой герб) щит увенчан серебряною городскою короною о трёх зубцах; по сторонам золотой коронованный лев и древнерусский воин в серебряном вооружении и червлёной приволоке; оба стоят на золотом карнизе, украшенном пересечённой на лазурь и золото лентой и золотым тризубом.

## История
Впервые изображение льва встречается на печати галицко-волынских князей Андрея и Льва II Юрьевичей, которые называли себя правителями всей Руси, Галича и Владимира. Лев был знаком династии Романовичей и территориальным гербом Галицко-Волынского государства.
По другим сведениям, лев никогда не был знаком русских князей династии Романовичей. Князь Лев Данилович употреблял, согласно с многовековой традицией, родовой знак Рюриковичей, известный тогда под названием «Зуб». Изображение стоящего в городских воротах льва, появившееся на городской печати Львова в 1359 году, тождественно печати герцога баварского Генриха Льва, названного за доблесть и честолюбие «гордым», и связано с немецкой колонизацией города.
Старейшая городская печать прикреплена к пергаментной грамоте Львовского магистрата 1359. На ней изображение шагающего льва в открытых городских воротах с тремя зубчатыми башенками и бойницами. Изображение объединило символ названия (тождественный с именем сына основателя, Льва Романовича) и старинную эмблему княжества. В 1526. Польский король Сигизмунд I формально утвердил этот герб.
После аудиенции львовского архиепископа Соликовского у папы Сикста V, 1586 город получил право пользоваться папским гербом — лев, который стоит на задних лапах и держит в передних три холмика и восьмилучевую звезду. 6 ноября 1789 император Иосиф II утвердил именно такой герб Львова.
Советский герб (эмблема) был утверждён 15 июля 1967. В лазурном щите — красные открытые городские ворота с тремя башнями, в арке стоит золотой лев, обращённый вправо. На центральной башне ворот — золотые серп и молот. Авторы — И. Картушенко, З. Кацало, Л. Левицкий, Э. Мисько, Я. Новакивский.

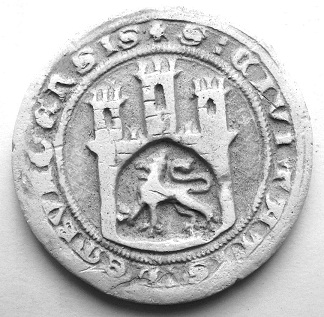
Печать Львова с документа 1359 года
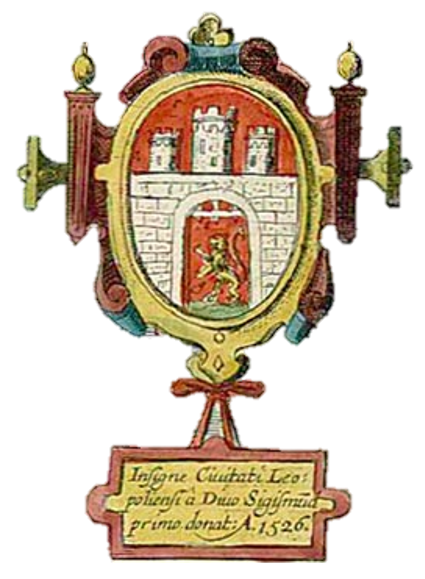
Герб Львова с 1526 года, времена I Речи Посполитой
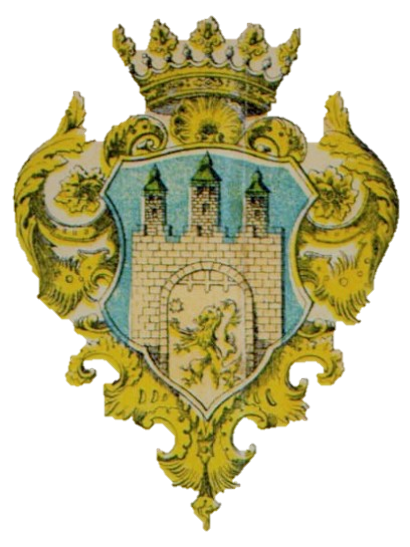
Герб австрийского периода (1789-1918)
Герб Львова времен II Речи Посполитой (1936-1939)
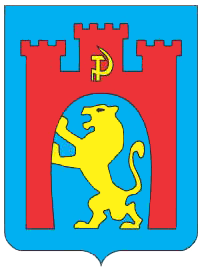
Герб советского периода (1967-1990, цветной)
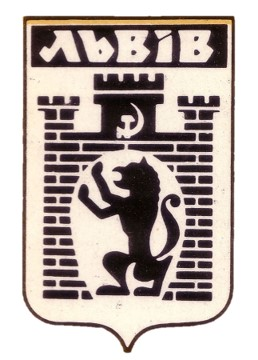
Герб 1989 года (чёрно-белый)

## Цвета
| Схема   | Насыщенный голубой | Жёлтый        |
| ------- | ------------------ | ------------- |
| RGB     | 0, 131, 205        | 255, 222, 0   |
| CMYK    | 100, 36, 0, 20     | 0, 13, 100, 0 |
| HEX     | 0083cd             | ffde00        |
| Websafe | 0099cc             | ffcc00        |